# Дранишниковы
Дранишниковы — опустевшая деревня в Даровском районе Кировской области в составе Кобрского сельского поселения.

## География
Находится на расстоянии примерно 25 км по прямой на восток от райцентра поселка  Даровской.

## История
Известна с 1678 года как починок Антропка Пупова с 4 дворами, в 1763  здесь (починок Антроповский) проживало 90 человек. В 1873 году (починок Андроновской или Дранишниковы) учтено было дворов 6 и жителей 40, в 1905 9 и 52, в 1926 (деревня Дранишниковы или Антроповское) 8 и 48, в 1950 13 и 55, в 1989 оставалось 11 жителей. Нынешнее название утвердилось с 1939 года.

## Население
Постоянное население  составляло 2 человека (русские 100%) в 2002 году, 0 в 2010.